# Hornostaïvka
Hornostaïvka (en ukrainien : Горностаївка, en russe : Горностаевка) est une commune urbaine de l'oblast de Kherson, en Ukraine. Elle compte 6 388 habitants en 2021.